# حسین کیهانی
حسین کیهانی (زادهٔ ۶ اردیبهشت ۱۳۶۹) دوندهٔ اهل شهرستان شهرستان سنقر و کلیایی از استان کرمانشاه است. کیهانی در بازی‌های آسیایی ۲۰۱۸ جاکارتا با رکورد ۸ دقیقه و ۲۲ ثانیه در مادهٔ ۳۰۰۰ متر بامانع نشان طلا را کسب کرد و رکورد آسیا را شکست. او در مسابقات قهرمانی دو و میدانی آسیا ۲۰۱۷ نیز در همین ماده به نشان طلا رسید.

## افتخارات
- نشان طلای مادهٔ ۳۰۰۰ متر بامانع در مسابقات قهرمانی آسیا (۲۰۱۷) به میزبانی هند.[۱]
- قهرمان ۳۰۰۰ متر دو و میدانی داخل سالن آسیا، ۲۰۱۸ تهران
- نشان طلای مادهٔ ۳۰۰۰ متر بامانع در بازی‌های آسیایی جاکارتا (۲۰۱۸)
- نفر اول چندین دوره مسابقات قهرمانی کشور ماده ۳۰۰۰ متر